# Distrito electoral G (Nebraska)
Precinct G es una subdivisión territorial del condado de Seward, Nebraska, Estados Unidos. Según el censo de 2020, tiene una población de 446 habitantes.
El estado de Nebraska está dividido en 93 condados. De ese total, 25 condados se dividen en townships y 63 se dividen en precintos (precincts), subdivisiones idénticas a los townships pero donde no existe Gobierno municipal. Cuatro condados no tienen municipios ni precintos.
Los datos de los precintos son mantenidos por la Oficina del Censo en coordinación con los Gobiernos de los condados a efectos exclusivamente estadísticos.
Por lo tanto, es incorrecto en este caso traducir precinct como distrito electoral.

## Geografía
La subdivisión está ubicada en las coordenadas 40°55′26″N 97°4′10″O / 40.92389, -97.06944 (40.923877, -97.069382). Según la Oficina del Censo de los Estados Unidos, tiene una superficie total de 81.55 km², de los cuales 80.86 km² corresponden a tierra firme y 0.69 km² están cubiertos de agua.

## Demografía
Según el censo de 2020, hay 446 personas residiendo en la zona. La densidad de población es de 5,53 hab./km². El 97.3% de los habitantes son blancos, el 0.2% es afroamericano, el 0.5% son asiáticos, el 0.2% es de otra raza y el 1.8% son de una mezcla de razas. Del total de la población, el 0.9% son hispanos o latinos de cualquier raza.